# Raimondo Cagiano de Azevedo
Raimondo Cagiano de Azevedo (Roma, 6 dicembre 1942 – Roma, 3 gennaio 2025) è stato uno statistico ed economista italiano.

## Biografia
Conseguì la laurea in Economia e Commercio presso l'Università di Roma e completò ulteriori studi presso le Università di Santander, Parigi, Nizza e la Johns Hopkins University (sede di Bologna). Specializzatosi in statistica e demografia, iniziò la sua carriera accademica come assistente in queste discipline, diventando successivamente professore incaricato presso le Università di Roma, Torino, Pescara e Viterbo. Successivamente, fu nominato professore associato e poi ordinario di Demografia, svolgendo la sua attività didattica e scientifica presso "La Sapienza" di Roma, nel Dipartimento di Studi Geoeconomici, Statistici, Linguistici e Storici per l'Analisi Regionale, dove fu uno dei membri fondatori come professore stabilizzato.
Durante il suo mandato come Preside della Facoltà di Economia alla Sapienza, dal 1996 al 2002, guidò un periodo di rinnovamento significativo, caratterizzato dalla definizione di un nuovo quadro per l'autonomia didattica e dall'ampliamento dell'offerta formativa, con attuazioni che si sono completate negli anni successivi.
Tra gli incarichi di rilievo da lui ricoperti si annoverano: Segretario Scientifico del Comitato Nazionale della Popolazione presso la Presidenza del Consiglio dei Ministri; Presidente del Comitato Europeo per la Popolazione del Consiglio d'Europa a Strasburgo; responsabile di programmi di ricerca sia nazionali che europei; membro del comitato scientifico e della direzione di alcune tra le principali riviste scientifiche di demografia e statistica. È stato anche Presidente del Centro Italiano di Formazione Europea, membro del Comitato Scientifico della Fondazione "Emile Chanoux" (Aosta) e dell'Università della Valle d'Aosta, nonché Segretario Generale della Società Italiana di Statistica e rappresentante dell'Italia presso l'Istituto Internazionale di Statistica.
Nel corso della sua vita Raimondo Cagiano de Azevedo è stato impegnato nella promozione della conoscenza del federalismo e dei suoi principi. E' stato il fondatore  del Centro Italiano di Formazione Europea a Roma (CIFE) ed è stato un membro attivo del Movimento Federalista Europeo.
Si è spento a Roma il 3 gennaio 2025.

## Pubblicazioni principali
- Le comunità italiane all'estero (con Paola Bacchetta), Torino, 1990.
- Eurostat Research Program on migrants integration 3 voll. Roma, 1991-1994.
- Malthus et Proudhon: correspondance, in Proudhon: sa correspondence et ses correspondants, Parigi, 1994.
- Migration and Development Cooperation, "Population Studies" n. 28, 1994.
- Le migrazioni internazionali. Il cammino dei diritti umani. Torino, 1995, 2ª ed. 2000.
- Popolazione e sviluppo. Messaggi dal Cairo. Torino, 1999.
- Raimondo Cagiano de Azevedo, Stefano Baldi, La popolazione italiana verso il 2000. Storia demografica dal dopoguerra ad oggi, Bologna, Il Mulino, 1999, ISBN 88-15-06246-7.
- Invecchiamento e svecchiamento della popolazione europea (con Giorgia Capacci), Roma, 2004